# 우쓰노미야성 전투
우쓰노미야성 전투(일본어: 宇都宮城の戦)는 보신 전쟁의 전투 중 하나이다. 1868년에 덴슈대등이 속해있는 구막부군이 시모우사국 이치카와의 고우노다이에서 닛코, 아이즈로 철퇴하는 도중에 일어났다. 닛코의 절과 신사가 전화(戦火)에 휘말린 것을 회피하기 위하여, 결전의 무대가 우쓰노미야가 되었다. 이 전투 결과, 우쓰노미야성을 시작으로, 우쓰노미야성 아래의 주요 역사적 건조물이 파괴되었다.

## 배경
게이오 4년（1868년）4월, 시모우사노쿠니 이치카와의 고우노다이에 막부의 신하 등이 모여 약 2,000명의 병력이 되었다. 지휘관 오토리 게이스케, 히지카타 도시조를 중심으로 한, 신센구미, 덴슈대, 구와나번부대 등이 참가하였다. 이들 구 막부군은 4월 12일에 2군으로 나뉘어 닛코로 향했다.
구 막부군은 선봉부대를 나누어, 한 부대는 아키즈키 노보리노스케가 이끄는 시모쓰마로 향하고, 또 한 부대는 히지카타가 이끄는 시모다테로 향했다. 오토리 게이스케가 이끄는 구 막부군 중, 후군, 별동대는 4월 16일, 17일에 오야마부근에서 도산도군 총독부 대군감가가와 게이조가 이끄는 신정부군과 4번의 전투 끝에 결국 패하였다.
4월 17일, 히지카타는 시모다테성을 포위하여 성의 정면에 대포를 설치, 시모다테번이 구 막부군으로 참가하기를 요청했다. 하지만 시모다테번은 번주 이시카와 후사카네의 병환 등을 이유로 참가를 거절, 물자의 공출에는 동의했다. 그 후 아키즈키 부대는 시모쓰마 번에서 30명(10명 설도 있다.)의 병사를 공출해내, 히지카타 부대와 합류하여, 다음날 4월 18일에 우쓰노미야로 향했다.

## 경과

### 낙성
구막부군의 선봉부대는 4월 19일(음력) 새벽, 우쓰노미야 성을 공격했다. 히지카타가 이끄는 구와나 번 부대는 성의 남동쪽의 야나세 교(簗瀬橋)를 돌파, 시모가와라 문(下河原門)에 쳐들어가지만 신정부군도 분전하여 격전이 되었다. 아키즈키가 이끄는 덴슈 제1대는 나카가와라 문(中河原門)을 공격, 가이텐 대는 남쪽 관문을 공격하였다.
전투 중, 1명의 병사가 전투의 격렬함에 견디지 못하여 도망을 꾀했고, 히지카타는 이 병사를 베어 ‘퇴각하는 자는 누구든지 이렇게 된다.’라고 말하였다. 이것에 의해 구 막부군의 사기가 올라 시모가와라 문을 돌파한다. 신정부군은 니노마루에 불을 질러 퇴각, 우쓰노미야 성은 불과 하루 만에 낙성하였다. 우쓰노미야 성의 불꽃은 밤새도록 꺼지지 않았다.

### 탈환
사쓰마번병사, 조슈번병사, 오가키번병사, 돗토리번병사, 도사번병사 등으로 되어있는 신정부군은 우쓰노미야 성의 탈환을 위해 4월 21일(음력)에 우쓰노미야 성으로 향했다. 구 막부군은, 미부성을 공격하기 위해 남하하였지만, 신정부군은 이것을 스가타 강에서 저지하여 양군은 강을 사이에 두고 대치하는 형태가 되었다. 이윽고 신정부군의 원군이 도착, 구 막부군은 퇴각하였다.
4월 23일(음력) 아침, 신정부군은 우쓰노미야 성 공격을 개시하였다. 성 아래 입구에 해당하는 로쿠도노쓰지가 공방의 최전선이 되었다. 로쿠도노쓰지(六道の辻)가 신정부군의 손에 떨어지면, 신 정부군은 구 닛코 가도 닛타 마을의 엔메이 원, 게이린 사에 포대를 쌓아, 우쓰노미야 성 및 구와나 번 부대가 수비하는 묘진산（우쓰노미야 다이묘진）, 하치만 산을 향해 포격을 개시한다. 히지카타는 구와나 번 병사를 이끌고 있었지만 후타라 산 신사에서 발가락에 탄피를 맞아 부상, 아키즈키도 부상을 입었다. 이것에 의해 두사람은 전장을 이탈하여 이마이치로 호송, 신정부군은 우쓰노미야 성을 탈환하였다.